# هانزو هاتوري
هانزو هاتوري (1541 - 23 كانون الأول 1596) محارب نينجا ياباني وشخصية تراثية يابانية. كان زعيماً قبلياً في منطقة إيغا اليابانية، خدم هانزو هاتوري الملقب بالشيطان تحت أمرة الشوغون أياياسو توكوغاوا والذي قام بتوحيد اليابان تحت قيادته وظلت أسرة توكوغاوا حاكمة لليابان لفترة تقدر بأكثر من ثلاثة قرون، كان هانزو هاتوري زعيم مدرسة ايغا في فن النينجا وهو من أعظم المحاربين من خلال استعماله لتقنيات الإيحاء والتنويم المغناطيسي، والرائد الأول لعمليات الاغتيال للقادة العسكريين الذين كانو يناوؤون سيده توكوغاوا، كان بارعا جدا باستخدام الرماح والسهام والفنون القتالية، ويذكر كشخصية خرافية في القصص اليابانية التراثية لايستطيع فيها أعداؤه رؤيته أو حتى معرفة شكله الحقيقي، كان معروفا بشجاعته وقلة كلامه ومحاولته الدائمة لأخفاء شخصيته الحقيقية من خلال التنكر واستخدام الأقنعة، من أهم الأهداف التي اعتبر هانزو مسؤولا عن تصفيتها الشوغون (شينغن تاكيدا) الذي كان يشكل خطرا كبيرا على طموحات اياياسو توكوغاوا، ومن أعماله المشهورة سرقته للرسالة السرية التي أرسلها القائد (يوكيمورا سانادا) إلى ابن القائد (هيديوشي تويوتومي) هيديوري والتي كانا يتفقان فيها على مهاجمة توكوغاوا، فكان هذا العمل سببا في كشف المؤامرة والحفاظ على دولة عائلة توكوغاوا حاكمة لليابان لقرون عديدة.